# آندریا برنینی
آندریا برنینی (انگلیسی: Andrea Bernini؛ زادهٔ ۱۰ ژوئن ۱۹۷۳) بازیکن فوتبال اهل ایتالیا است.
از باشگاه‌هایی که در آن بازی کرده‌است می‌توان به باشگاه فوتبال پروجا، باشگاه فوتبال رجینا، باشگاه فوتبال سمپدوریا، و باشگاه فوتبال ناپولی اشاره کرد.